# Rapatea
Rapatea là một chi thực vật có hoa trong họ Rapateaceae.